# Turczel Lajos
Turczel Lajos (Ipolyszalka, 1917. szeptember 2. – Pozsony, 2007. szeptember 26.) irodalomtörténész, a csehszlovákiai magyar irodalom kutatója.

## Élete
Az elemi iskolát Ipolyszalkán végezte, majd Ipolyságra járt polgári iskolába. Az érsekújvári gimnáziumban érettségizett 1938-ban. Hatodik-hetedikes gimnazista korában már  klasszika-filológus akar lenni, épp ezért önerőből is latint tanult. Gimnazista korában fokozatosan háborús pszichózis alakult ki benne, már 1936-ban és 1937-ben meg volt győződve arról, hogy a háború ki fog törni. Épp ezért lemondott a klasszika-filológus elképzelésekről, és beiratkozott a budapesti Pázmány Péter Tudományegyetem jogi karára, ahol 1942-ben doktorált. A második világháború kitörése is itt érte. A jogi pályához nem volt kedve, csak magára erőszakolta, védőügyvéd lett. A sok szabadidejében levéltárakba, könyvtárakba járt.
A második világháború alatt katona volt, majd hadifogságba esett. A világháború után „jogfosztott” ember lett, Csehszlovákia törvényei alapján megvonták az állampolgárságot a magyar nemzetiségű lakosoktól és többségüket Csehországba és Magyarországra, kisebb részüket pedig Észak-Szlovákia területére telepítették. 1951–1959 között a komáromi gimnázium és óvónőképző igazgatója volt. Közben 1951 és 1954 között a Pozsonyi Pedagógia Főiskolán tanulmányokat folytatott magyar szakon. 1959-től nyugállományba vonulásáig, 1982-ig a Comenius Egyetem magyar tanszékén oktatott.
Amikor Pozsonyba került, először a kritikai munkát készített Sas Andor sugallatára, ezen idő alatt néhány antológia született tőle (főleg fiatal szlovákiai magyar költők és elbeszélők műveiből). Fokozatosan fordult a Felvidékhez köthető magyar írók bemutatásához, így Szenczi Molnár Albert, Czuczor Gergely, Kármán József, Kazinczy Ferenc munkásságával foglalkozott. Ezzel párhuzamosan a magyar irodalom több nagy alakjáról írt tanulmányt, mint Jókai Mórról, Mikszáth Kálmánról. Tudományos tevékenysége során a magyar tudományos és kulturális élettel foglalkozott. A hatvanas években a két világháború közti időszakot kezdte kutatni.
Szlovákiában szerzőtársa, szerkesztője a  Magyar irodalmi hagyományok lexikonnak, Több, mint 20 állami kitüntetést kapott, többek között a Pro Probitate díjat. „Turczel Lajos a 20. század derekán megalázott, megroskadt, értelmiség nélkül maradt nemzetnek próbált segíteni. A lehetetlennel próbálkozott, és sikerült neki” – mondta Zólyomi Árpád, az MKP európai parlamenti képviselője, mikor munkásságát méltatta.
Szülőfalujában, Ipolyszalkán helyezték örök nyugalomra 2007. október 2-án. Síremlékét Nagy János készítette.

## Főbb publikációi
- Írások mérlegen. Tanulmányok; Szlovákiai Szépirodalmi, Bratislava, 1958
- Magyar irodalmi olvasókönyv. Kiegészítő szöveg a csehszlovákiai, ált. műveltséget nyújtó magyar tannyelvű iskolák 10. évf. számára; Slovenské pedagogické nakladateľstvo, Bratislava, 1959
- Turczel Lajos–Horváth József: Magyar irodalmi olvasókönyv a csehszlovákiai tizenkétéves magyar tannyelvű iskolák 10. évf. számára; Slovenské pedagogické nakladateľstvo, Bratislava, 1960
- Írás és szolgálat. Kritikák 1958–1964;  Slovenské vydavateľstvo krásnej literatúry, Bratislava, 1965
- 1965 A magyar irodalom története (1772–1848). Pozsony; Rákos Péterrel
- Két kor mezsgyéjén. A magyar irodalom fejlődési feltételei és problémái Csehszlovákiában 1918 és 1938 között; Tatran–Szépirodalmi, Bratislava–Bp., 1967
- 1968 A magyar irodalom története 1772-ig (jegyzet). Pozsony
- 1977 Portrék és fejlődésképek. Pozsony
- 1980 Szlovenszkói vásár: csehszlovákiai elbeszélők, 1918–1938 (antológia, szerk.), Pozsony–Budapest
- Hiányzó fejezetek. Tanulmányok a két világháború közötti csehszlovákiai magyar irodalomról és sajtóról; Madách–Szépirodalmi, Bratislava–Bp., 1982
- Szép Angéla háza. Csehszlovákiai magyar regényírók, 1918–1945; vál., összeáll. Turczel Lajos; Madách, Bratislava 1984 (Csehszlovákiai magyar írók)
- Ének az éjben. Szlovákiai magyar írók, 1939–1945; összeáll., bev. Turczel Lajos; Madách, Bratislava, 1986 (Csehszlovákiai magyar írók)
- Magyar sportélet Csehszlovákiában, 1918–1938; Madách, Pozsony, 1992
- Visszatekintések kisebbségi életünk első szakaszára; Lilium Aurum, Dunaszerdahely, 1995
- A cseh/szlovákiai magyar irodalom lexikona 1918–1995; főszerk. Fónod Zoltán, korszakszerk. Turczel Lajos, Szeberényi Zoltán; Madách-Posonium, Pozsony, 1997
- Arcképek és emlékezések; Madách-Posonium, Pozsony, 1997
- Irodalmi hódolások és szeretetnyilvánítások; Madách-Posonium, Pozsony, 2000
- Visszatekintések a szlovákiai magyar kisebbségi lét első szakaszára; 2. bőv. kiad.; Lilium Aurum, Dunaszerdahely, 2002
- Két kor mezsgyéjén. A magyar irodalom fejlődési feltételei és problémái Csehszlovákiában 1918 és 1938 között; Madách-Posonium, Pozsony, 2007 (Magyar Antaeus könyvek)

## Emlékezete
- 2008-tól a SZMIT Turczel Lajos-díja (emlékplakett, díszoklevél, pénzjutalom)[3]
- Tudományos és ismeretterjesztő irodalmi konferencia

## Díjak, elismerések
- Bethlen Gábor-díj (1989)[4]
- Magyar Örökség díj (1998)
- Helytállásért – Pro Probitate díj[5]